# Pezizella epithallina
Pezizella epithallina är en lavart som först beskrevs av W. Phillips & Plowr., och fick sitt nu gällande namn av Pier Andrea Saccardo 1889. Pezizella epithallina ingår i släktet Pezizella och familjen Hyaloscyphaceae.  Arten är reproducerande i Sverige. Inga underarter finns listade i Catalogue of Life.